# Brett Helquist
Brett Helquist né en 1966, est un illustrateur américain. Il a entre autres illustré la série littéraire Les Désastreuses Aventures des orphelins Baudelaire.

## Œuvres
- L’énigme Vermeer et L'énigme de la maison Robie de Blue Balliett. Les illustrations de ces romans contiennent des dessins cachés en rapport avec l'intrigue.
- Les Désastreuses Aventures des orphelins Baudelaire de Daniel Handler (publiée sous le pseudonyme Lemony Snicket).
- Le Voyage de Mosca de Frances Hardinge.